# Пуерто Кортес
Пуерто Кортес (на испански: Puerto Cortés) е град в департамент Кортес, Хондурас. Населението на града през 2010 година е 60 751 души.